# Légion lombarde
La légion lombarde fait partie des unités de volontaires italiens au service de la France constituées pendant les guerres de la Révolution et de l'Empire.

## Création et différentes dénominations
- 17 vendémiaire an V (8 octobre 1796) : création de la légion lombarde avec des effectifs théoriques de 3 740 hommes (7 cohortes de 500 hommes, 1 compagnie d'artilleurs et une compagnie de hussards). Le 18 octobre, 2 720 hommes avaient été recrutés.
- 7 ventôse (26 février 1797) : réorganisation en deux demi-brigades de trois cohortes, une compagnie d'artilleurs et une de hussards.
- Fin 1797 : incorporation de la légion cispadane, comptant 6 cohortes de 1 000 hommes, et forme la 3e demi-brigade.
- Avril 1798 : incorporée au sein de l'armée cisalpine, qui compte alors huit demi-brigades. En novembre, ce nombre est ramené à quatre.

## Historique des garnisons, combats et batailles de la légion lombarde
L'unité reçoit son drapeau à Milan le 9 novembre, et part en campagne immédiatement. Elle est présente sans participer à la bataille d'Arcole (15 novembre), et reçoit son baptême du feu sur le fleuve Senio, près de Faenza, contre les troupes pontificales. La 4e cohorte réprime une insurrection à Pesaro, puis à Urbino, avec les soldats cisalpins.
- En février 1797 : cantonnement à Brescia
- déplacement à Vérone en appui des troupes françaises luttant en Vénétie.
- La légion est répartie entre Corfou, Peschiera et le Frioul. Les éléments restés en Italie retournent en Lombardie au traité de Campo Formio (17 octobre).
- 1798 : La 4e cohorte est intégrée à l'armée du général Championnet en campagne dans le royaume de Naples. Le général Lecchi occupe Urbino, Gubbio et Città di Castello.
- 1799 : Entrée en campagne de la 2e demi-brigade, sous les ordres du général Pino, dans l'armée de Rome, envoyée contre le royaume de Naples.
- 1800 : participation à la deuxième campagne d'Italie sous les ordres du général Lecchi.